# London Review of Books
London Review of Books (también conocida como LRB) es una revista literaria y política británica de periodicidad quincenal.
La London Review of Books fue fundada en 1979, durante el cierre administrativo de un año de The Times. En junio de ese año, Frank Kermode ideó la publicación al escribir un artículo en The Observer sugiriendo que una nueva revista llenara el espacio dejado por la ausencia temporal del Suplemento Literario del Times. El primer número del LRB, editado por Karl Miller, apareció cuatro meses después. Incluía artículos de Miller y Kermode, así como de John Bayley sobre William Golding y William Empson sobre El sueño de una noche de verano, y poemas de Ted Hughes y Seamus Heaney.
Su fundador fue el editor Karl Miller, entonces profesor de Inglés en la University College de Londres, Mary-Kay Wilmers, exeditora en el suplemento de literatura de The Times y Susannah Clapp, exeditora en Jonathan Cape. En sus primeros seis meses aparecía periódicamente como una sección en el New York Review of Books. En mayo de 1980, London Review se convirtió en una publicación independiente con una orientación editorial autodescrita como "constantemente radical".
La actual editora es Mary-Kay Wilmers. La tirada media por ejemplar para el período comprendido entre enero de 2005 y diciembre de 2005 era de 43.469.